# Bernhard Kellermann
Bernhard Kellermann (født 4. marts 1879 i Fürth, død  17. oktober 1951 i Klein Glienicke ved Potsdam) var en tysk forfatter.
Kellermann levede en tid i Rom og var derefter bosat dels i München, dels i Berlin. Han besøgte også Danmark og lærte danske forfattere at kende. Han har udgivet romanerne: Yesler und Lie (1904), Ingeborg, Der Tor, Das Meer og Der Tunnel, af hvilke de sidste er oversatte på dansk, fremdeles Ein Spaziergang in Japan og Sassayo Yassa. I 1920 udgav han den store roman Der neunte November, der året efter blev oversat på dansk, en 
fængslende og levende skildring af den tyske revolution i 1918. Kellermann er en ypperlig fortæller, der stiller figurer og begivenheder i skarpt relief og formår at vække både spænding og medfølelse.